# 5 juli
5 juli is de 186ste dag van het jaar (187ste dag in een schrikkeljaar) in de gregoriaanse kalender. Hierna volgen nog 179 dagen tot het einde van het jaar.

## Gebeurtenissen
- Algemeen
  - 1750 - Slavenopstand in Curaçao
  - 1917 - Het Aardappeloproer in Amsterdam mondt uit in een veldslag op het Haarlemmerplein, waarbij militairen het vuur openen op de menigte. De opstand wordt neergeslagen. Er vallen 9 doden en 114 gewonden.
  - 1957 - Introductie van de eerste Fiat 500, exact 50 jaar later gevolgd door de introductie van de nuevo 500.
  - 2009 - De schat van Staffordshire wordt ontdekt nabij de stad Lichfield.
  - 2023 - De zeer zware zomerstorm Poly treft Nederland met windstoten tot 146 km/h. Een door de harde wind omvallende boom eist een slachtoffer. Volgens het KNMI hoort Poly bij de top 10 van zware zomerstormen sinds 1970.[1]
  - 2025 - In de Amerikaanse staat Texas, in Kerr County, zijn door hevige regenval en stortvloed verwoestende overstromingen veroorzaakt. De Guadalupe trad buiten haar oevers. Er komen meer dan 100 personen om het leven.
- Infrastructuur
  - 2012 - In Londen wordt het dan hoogste gebouw van Europa geopend, de 310 meter hoge The Shard oftewel "De Scherf".
  - 2020 -  De eerste rijstroken van de Gaasperdammertunnel op de A9 in Amsterdam- Zuidoost zijn officieel geopend door minister Cora van Nieuwenhuizen. De tunnel wordt uiteindelijk 3 kilometer lang en erbovenop komt een groot park.
- Muziek
  - 1954 - In de Sun Studio in Memphis neemt Elvis Presley zijn debuutsingle That's All Right op.[2]
  - 2025 - Ozzy Osbourne (76) treedt met de originele bezetting van zijn band Black Sabbath voor de allerlaatste keer live op voor 40.000 toeschouwers in Villa Park in Birmingham.[3]
- Oorlog
  - 1830 - Frankrijk valt Algerije binnen.
  - 2008 - Onder de Menenpoort in Ieper, werd 80 jaar Last Post Association gevierd.
  - 2009 - Bij etnische onlusten tussen Oeigoeren enerzijds en Han-Chinezen en politie anderzijds komen in Ürümqi, de hoofdstad van de Noordwest-Chinese provincie Sinkiang (Xinjiang), meer dan 150 mensen om. Honderden raken gewond of worden gearresteerd.
- Politiek
  - 1811 - Venezuela is het eerste Zuid-Amerikaanse land dat zich onafhankelijk verklaart van Spanje.
  - 1922 - Eerste verkiezingen in Nederland met actief vrouwenkiesrecht.
  - 1932 - Antonio de Oliveira Salazar wordt minister-president van Portugal.
  - 1941 - Rijkscommissaris voor de bezette Nederlandse gebieden Seyss-Inquart ontbindt – op de NSB na – alle politieke partijen in Nederland.
  - 1950 - De Knesset neemt de Wet op de Terugkeer aan. Deze wet geeft alle Joden het recht om naar Israël te immigreren.
  - 1962 - Algerije wordt onafhankelijk van Frankrijk.
  - 1969 - Op Curaçao wordt de radicale socialistische partij Frente Obrero Liberashon opgericht.
  - 1973 - Generaal Juvénal Habyarimana pleegt een staatsgreep in Rwanda en verdrijft president Grégoire Kayibanda uit de macht.
  - 1975 - Kaapverdië wordt onafhankelijk van Portugal.
  - 1990 - President Slobodan Milošević maakt een einde aan de autonomie van de Servische provincie Kosovo.
  - 2007 - De Belgische ex-premier Jean-Luc Dehaene (CD&V) wordt door koning Albert II belast met een bemiddelings- en onderhandelingsopdracht om de weg te openen tot de aanduiding van een formateur.
  - 2017 - Aanhangers van de Venezolaanse president Nicolás Maduro dringen bewapend met knuppels en metalen staven het parlement binnen tijdens een speciale zitting ter gelegenheid van onafhankelijkheidsdag.
  - 2018 - Litouwen wordt lid van de OESO.
- Recreatie
  - 1981 - De eerste Parkpop wordt georganiseerd met vele optredens, waaronder Gruppo Sportivo. Er komen 35.000 bezoekers op het festival af.[2]
  - 1988 - In Epcot wordt de attractie Maelstrom geopend.
  - 2009 - Twee monorailvoertuigen van de Walt Disney World Monorail in het Walt Disney World Resort botsen tegen elkaar. Er valt één dode, de bestuurder van een van de voertuigen.
- Religie
  - 663 - Paus Vitalianus ontvangt keizer Constans II tijdens een 12-daags staatsbezoek van Rome.
- Sport
  - 1975 - De Amerikaan Arthur Ashe wint als eerste zwarte man het tennistoernooi van Wimbledon.
  - 2006 - Het duo Daniel Nestor (Canada) en Mark Knowles (Bahama's) winnen de op een na langste partij in de historie van Wimbledon in 6 uur en 9 minuten.
  - 2009 - De Zwitser Roger Federer wint voor de zesde keer Wimbledon, waardoor hij in totaal vijftien Grand Slams in bezit krijgt, wat een record is. Ook speelt hij de langste finale in sets in de geschiedenis van Wimbledon: de wedstrijd tegen Andy Roddick neemt 77 games in beslag.
  - 2015 - Amerika wint het zevende WK voetbal voor vrouwen door titelhouder Japan in de finale met 5-2 te verslaan.
- Wetenschap en technologie
  - 1687 - Isaac Newtons Philosophiae Naturalis Principia Mathematica wordt gepubliceerd.
  - 1865 - De eerste maximumsnelheidswet wordt doorgevoerd in Groot-Brittannië.
  - 1946 - De bikini wordt geïntroduceerd.
  - 1996 - Dolly, het eerste gekloonde zoogdier ter wereld, wordt geboren.
  - 2015 - Het Russische Progress 60 vrachtschip meert succesvol aan bij het ISS met meer dan 3 ton aan goederen voor de Expeditie 44 astronauten. Het is de eerste succesvolle lancering van een vrachtschip na drie mislukkingen op rij door verschillende oorzaken.[4]
  - 2023 - De periodieke komeet 126P/IRAS bereikt het perihelium van zijn baan rond de zon tijdens deze verschijning.[5]

## Geboren

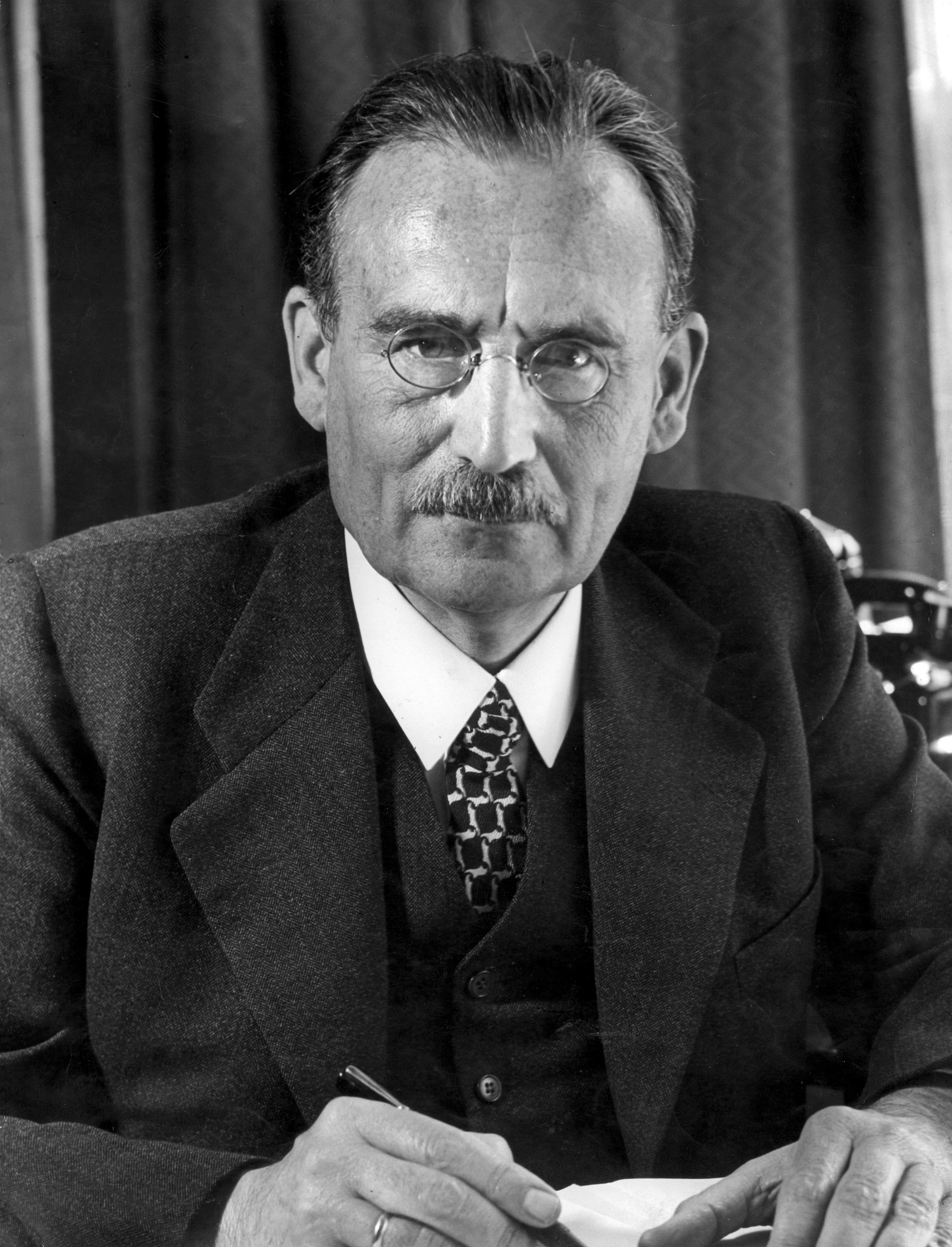
Willem Drees
geboren in 1886

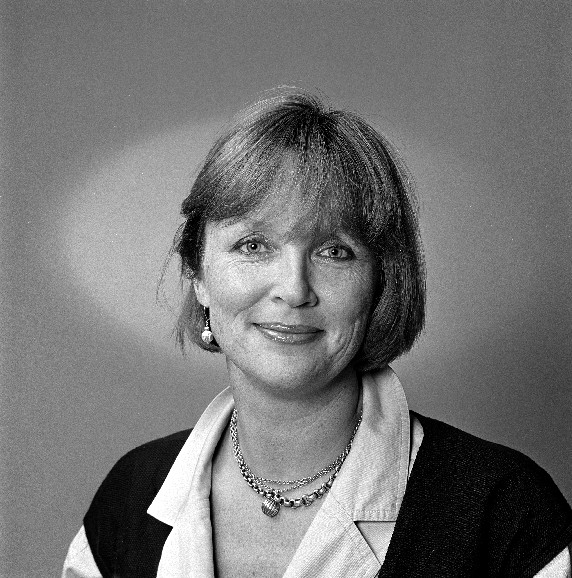
Ati Dijckmeester
geboren in 1946

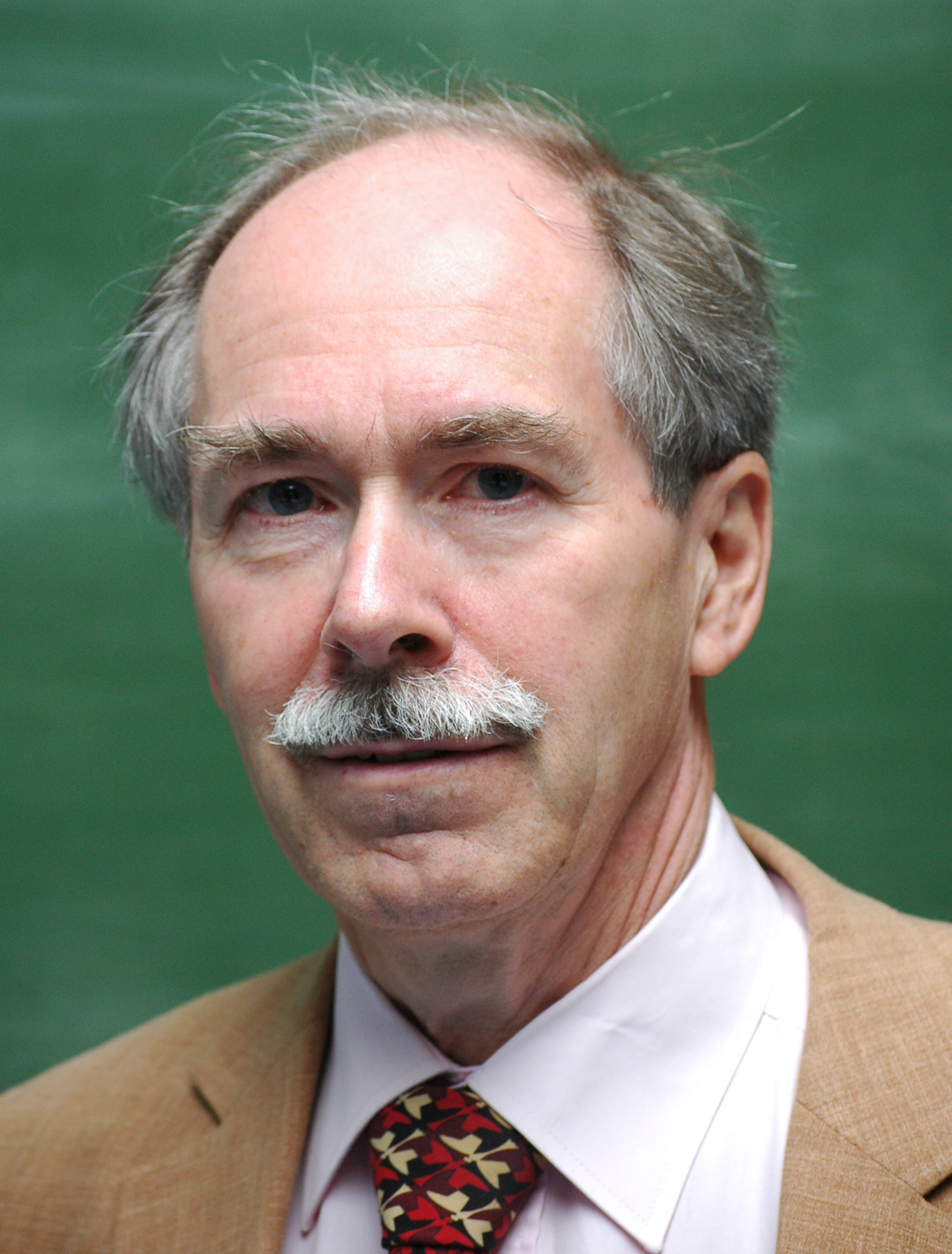
Gerard 't Hooft
geboren in 1946

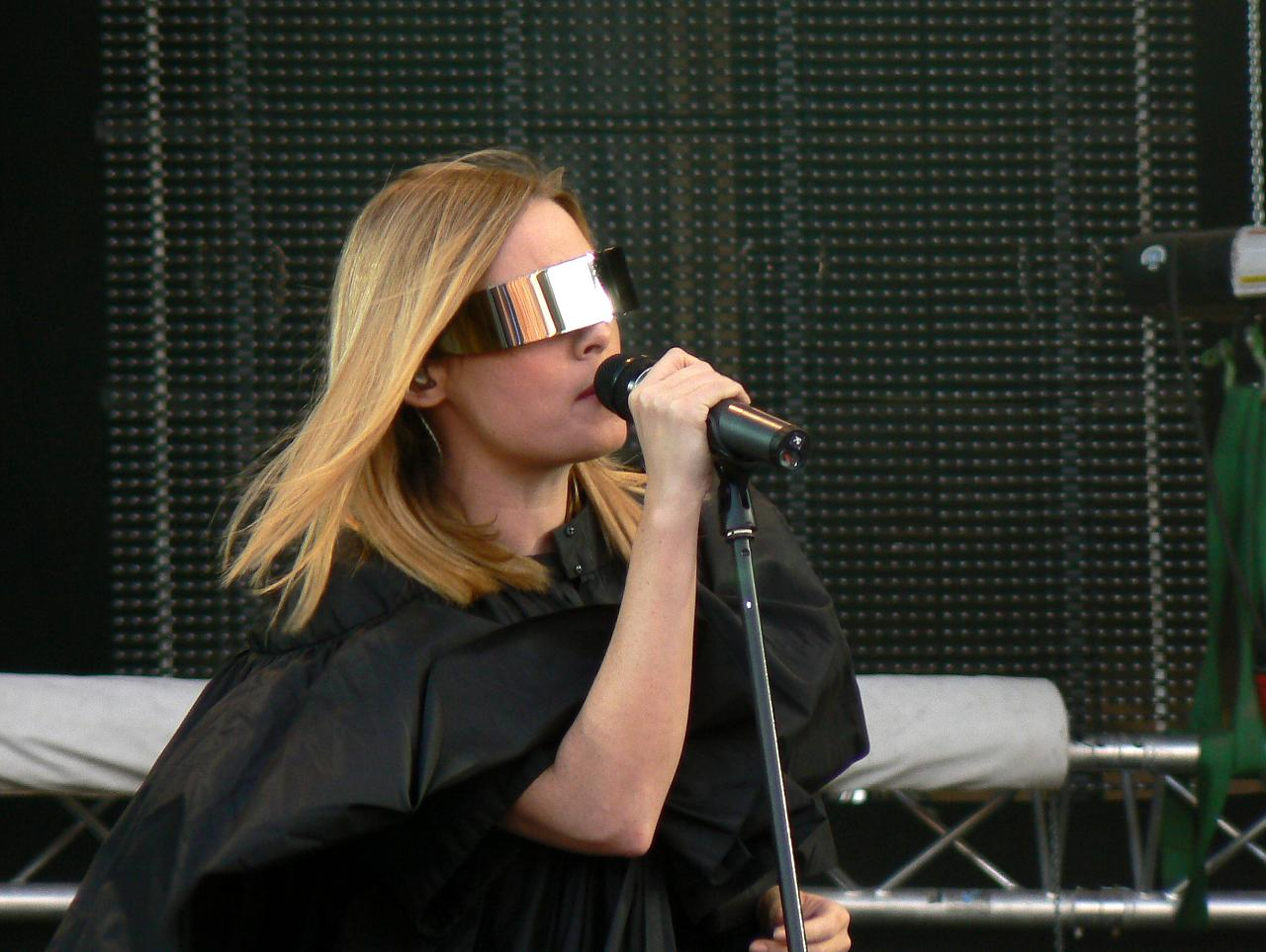
Róisín Murphy
geboren in 1973

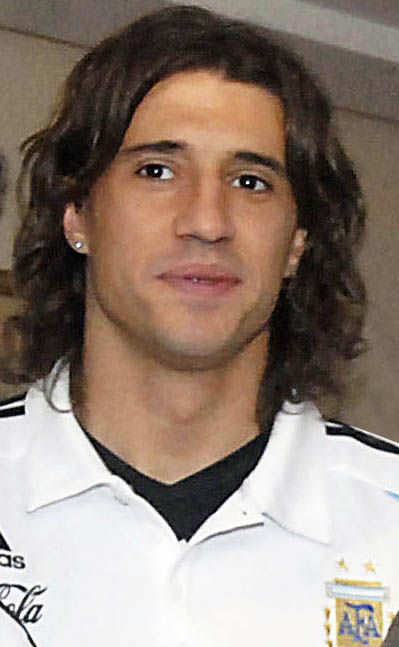
Hernán Crespo
geboren in 1975

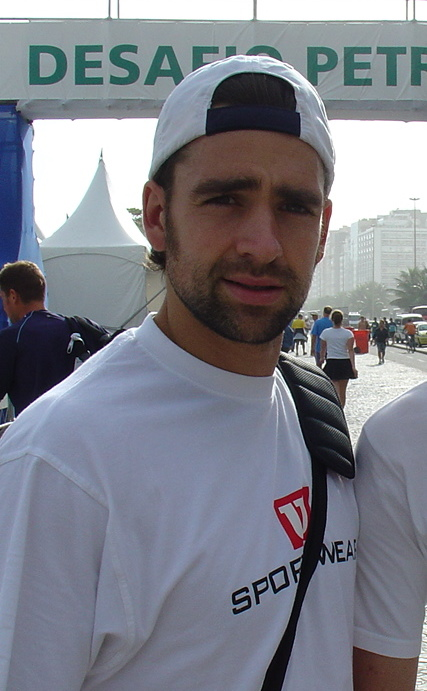
Nicolas Kiefer
geboren in 1977

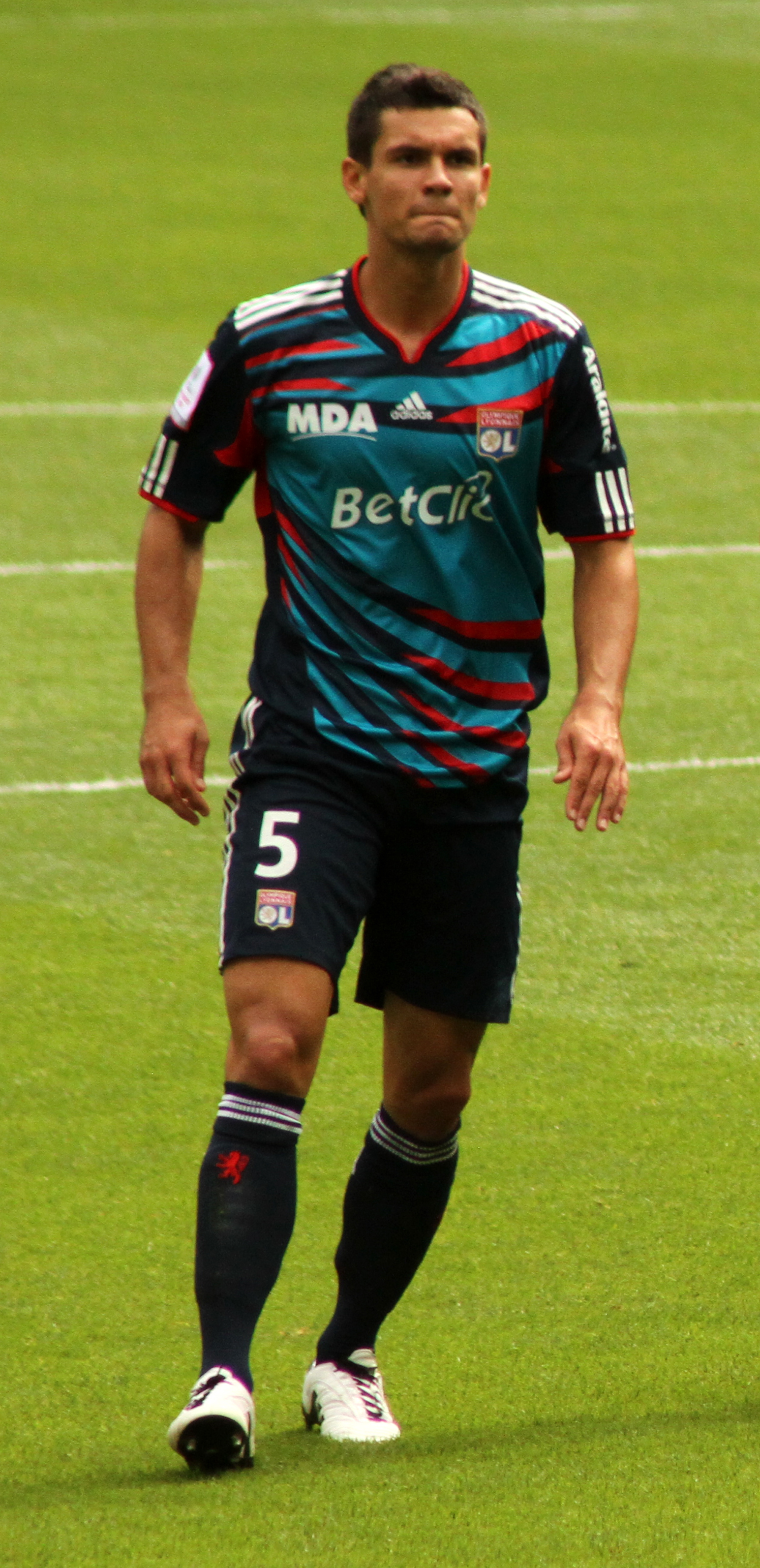
Dejan Lovren
geboren in 1989

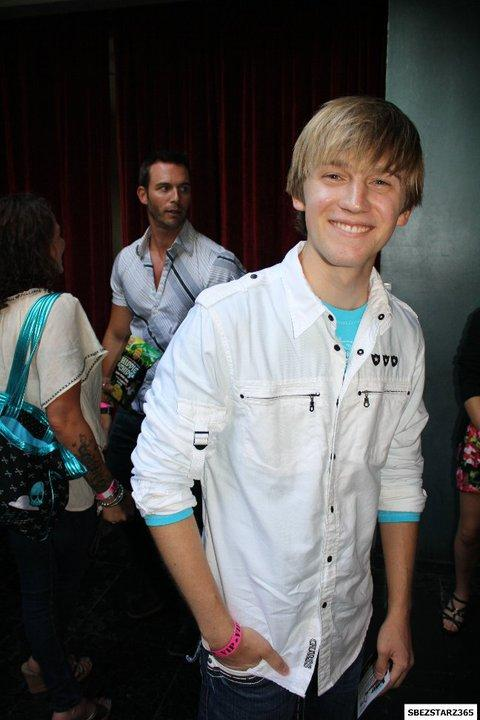
Jason Dolley
geboren in 1991

- 1321 - Johanna van Engeland, Engelse prinses (overleden 1362)
- 1466 - Giovanni Sforza, Italiaans edelman (overleden 1510)
- 1487 - Johann Gramann, Duits predikant (overleden 1541)
- 1522 - Margaretha van Parma, landvoogdes voor Filips II in de Nederlanden van 1559 tot 1567 (overleden 1586)
- 1549 - Francesco Maria Del Monte, Italiaans diplomaat en kardinaal (overleden 1627)
- 1554 - Elisabeth van Habsburg, dochter van keizer Maximiliaan II (overleden 1592)
- 1613 - Jean-François Niceron, Franse natuurkundige en wiskundige (overleden 1646)
- 1653 - Thomas Pitt, gouverneur van Madras (overleden 1726)
- 1670 - Dorothea Sophia van Palts-Neuburg, paltsgravin van Neuburg en hertogin van Parma en Piacenza (overleden 1748)
- 1709 - Étienne de Silhouette, Frans politicus (overleden 1767)
- 1717 - Peter III van Portugal, koning van Portugal (overleden 1786)
- 1755 - Sarah Siddons, Welsh actrice (overleden 1831)
- 1788 - Hans Ludwig Hess, Zwitsers politicus (overleden 1866)
- 1795 - Georg Ernst Ludwig Hampe, Duits bryoloog en botanicus (overleden 1880)
- 1795 - Benjamin Morrell, Amerikaans kapitein en ontdekkingsreiziger (overleden 1839)
- 1801 - David Farragut, Amerikaans militair (overleden 1870)
- 1802 - Pavel Nachimov, Russisch admiraal, militair en marinecommandant (overleden 1855)
- 1803 - George Borrow, Engels schrijver (overleden 1881)
- 1805 - Robert FitzRoy, Brits marine-officier (overleden 1865)
- 1810 - Phineas Taylor Barnum, Amerikaans circuseigenaar (overleden 1891)
- 1820 - William John Macquorn Rankine, Schots ingenieur (overleden 1872)
- 1823 - Johannes Henderik Kramers, Nederlands kostschooldirecteur (overleden 1896)
- 1837 - Joachim IV van Constantinopel, Patriarch van Constantinopel (overleden 1887)
- 1849 - William Thomas Stead, Brits schrijver, journalist en esperantist (overleden 1912)
- 1853 - Tivadar Kosztka Csontváry, Hongaars schilder (overleden 1919)
- 1853 - Cecil Rhodes, Brits-Zuid-Afrikaans imperialist (overleden 1902)
- 1854 - Giuseppe Sacconi, Italiaans architect (overleden 1905)
- 1857 - Clara Zetkin, Duits activiste en politicus (overleden 1933)
- 1861 - Ludwig Albrecht, Duits theoloog (overleden 1931)
- 1861 - Fernand Cocq, Belgisch politicus (overleden 1940)
- 1865 - Edward José, Belgisch regisseur (overleden 1930)
- 1866 - Maurice Houtart, Belgisch politicus (overleden 1939)
- 1871 - Paul Spaak, Belgisch advocaat, literatuurhistoricus, dichter en toneelschrijver (overleden 1936)
- 1872 - Édouard Herriot, Frans politicus (overleden 1957)
- 1879 - Dwight Filley Davis, Amerikaans tennisspeler en politicus (overleden 1945)
- 1879 - Wanda Landowska, Pools klaveciniste (overleden 1959)
- 1880 - Jan Kubelík, Tsjechisch violist en componist (overleden 1940)
- 1881 - Henri Le Fauconnier, Frans kunstschilder (overleden 1946)
- 1881 - August Hlond, Pools kardinaal-aartsbisschop van Gniezno en Warschau (overleden 1948)
- 1881 - Thomas Parnell, Brits-Australisch natuurkundige (overleden 1948)
- 1882 - Hazrat Inayat Khan, oprichter van het universele soefisme (overleden 1927)
- 1884 - Enrico Dante, Italiaans curiekardinaal (overleden 1967)
- 1885 - Blas Infante, Spaanse politicus, schrijver, historicus en musicoloog (overleden 1936)
- 1886 - Willem Drees, Nederlands minister-president (overleden 1988)
- 1886 - Oskar Leimgruber, Zwitsers politicus (overleden 1976)
- 1886 - Felix Timmermans, Belgisch schrijver (overleden 1947)
- 1887 - Karl Hanssen, Duits voetballer (overleden 1916)
- 1888 - Jan Fabius, Nederlands militair, politicus, journalist en schrijver (overleden 1964)
- 1888 - Herbert Spencer Gasser, Amerikaans fysioloog (overleden 1963)
- 1889 - Jean Cocteau, Frans kunstenaar (overleden 1963)
- 1891 - John Howard Northrop, Amerikaans biochemicus en Nobelprijswinnaar (overleden 1987)
- 1893 - Giuseppe Caselli, Italiaans schilder (overleden 1976)
- 1895 - Gordon Jacob, Brits componist, dirigent en muziekpedagoog (overleden 1984)
- 1895 - Franciscus Johannes Maria Smits van Oyen, Nederlands politicus (overleden 1984)
- 1896 - Oene Noordenbos, Nederlands politicus (overleden 1978)
- 1897 - Paul Ben-Haim, Israëlisch componist (overleden 1984)
- 1900 - Anne Albarda, Nederlands burgemeester (overleden 1956)
- 1900 - Bernardus Alfrink, Nederlands kardinaal-aartsbisschop van Utrecht (overleden 1987)
- 1901 - Ermenegildo Florit, Italiaans kardinaal-aartsbisschop van Florence (overleden 1985)
- 1901 - Julio Libonatti, Argentijns voetballer (overleden 1981)
- 1901 - Sergej Obraztsov, Russisch poppenspeler (overleden 1992)
- 1902 - Henry Cabot Lodge jr., Amerikaans politicus (overleden 1985)
- 1903 - Wim Peters, Nederlands atleet (overleden 1995)
- 1903 - Hein Vos, Nederlands politicus (overleden 1972)
- 1904 - Ernst Mayr, Duits-Amerikaans evolutiebioloog (overleden 2005)
- 1911 - George Borg Olivier, premier van Malta (overleden 1980)
- 1911 - Georges Pompidou, president van Frankrijk (overleden 1974)
- 1914 - Werner Buchwalder, Zwitsers wielrenner (overleden 1987)
- 1915 - John Woodruff, Amerikaans atleet (overleden 2007)
- 1916 - Lívia Rév, Hongaars pianiste (overleden 2018)
- 1921 - Vito Ortelli, Italiaans wielrenner (overleden 2017)
- 1923 - Gustaaf Joos, Belgisch kardinaal (overleden 2004)
- 1923 - Felix Langemeijer, Nederlands burgemeester (overleden 1993)
- 1924 - Edward Idris Cassidy, Australisch nuntius in Nederland en curiekardinaal (overleden 2021)
- 1924 - Vera van Hasselt, Nederlands beeldend kunstenares  (overleden 2014)
- 1924 - János Starker, Hongaars cellist en muziekpedagoog (overleden 2013)
- 1925 - Jean Raspail, Frans schrijver (overleden 2020)
- 1926 - Bloeme Evers-Emden, Nederlands ontwikkelingspsycholoog (overleden 2016)
- 1926 - Haya van Someren, Nederlands politicus (overleden 1980)
- 1926 - Diana Lynn, Amerikaans actrice (overleden 1971)
- 1926 - Salvador Jorge Blanco, president van de Dominicaanse Republiek (overleden 2010)
- 1928 - Juris Hartmanis, Lets informaticus (overleden 2022)
- 1928 - Pierre Mauroy, Frans politicus (overleden 2013)
- 1928 - Warren Oates, Amerikaans acteur (overleden 1982)
- 1929 - Jacqueline Harpman, Belgisch schrijfster en psychoanalytica (overleden 2012)
- 1929 - Katherine Helmond, Amerikaans actrice (overleden 2019)
- 1931 - Milan Opočenský, Tsjechisch protestants theoloog (overleden 2007)
- 1931 - Edgar Vos, Nederlands modeontwerper (overleden 2010)
- 1932 - Gyula Horn, Hongaars politicus (overleden 2013)
- 1933 - Paul-Gilbert Langevin, Franse musicoloog (overleden 1986)
- 1934 - Piet Borst, Nederlands arts-biochemicus, moleculair bioloog en kankeronderzoeker
- 1934 - Vladislao Cap, Argentijns voetballer (overleden 1982)
- 1934 - Tom Krause, Fins operazanger (overleden 2013)
- 1935 - Shevah Weiss, Pools-Israëlisch politiek wetenschapper en politicus (overleden 2023)
- 1936 - Jan van Boxtel, Nederlands voetballer (overleden 2015)
- 1936 - Piet Fransen, Nederlands voetballer (overleden 2015)
- 1936 - Shirley Knight, Amerikaans actrice (overleden 2020)
- 1936 - James Mirrlees, Brits econoom (overleden 2018)
- 1936 - Richard E. Stearns, Amerikaans informaticus
- 1937 - Frouwke Laning-Boersema, Nederlands politica en huisarts (overleden 2014)
- 1937 - Jo de Roo, Nederlands wielrenner
- 1939 - Tommy Snuff Garrett, Amerikaans muziekproducent (overleden 2015)
- 1940 - Arthur Blythe, Amerikaans saxofonist en componist (overleden 2017)
- 1940 - James Herbert Brennan, Iers schrijver (overleden 2024)
- 1940 - Chuck Close, Amerikaans kunstschilder en fotograaf (overleden (2021)
- 1941 - Peter Andriesse, Nederlands schrijver
- 1941 - Epeli Nailatikau, president van Fiji
- 1943 - Robbie Robertson, Canadees gitarist en zanger (overleden 2023)
- 1944 - Geneviève Grad, Frans actrice (overleden 2024)
- 1945 - Michael Blake, Amerikaans auteur en scenarioschrijver (overleden 2015)
- 1945 - Ebbe Skovdahl, Deens voetballer en voetbalcoach (overleden 2020)
- 1946 - Ati Dijckmeester, Nederlands televisieprogrammamaakster
- 1946 - Gerard 't Hooft, Nederlands natuurkundige en Nobelprijswinnaar
- 1947 - Toos Beumer, Nederlands zwemster
- 1950 - Carlos Caszely, Chileens voetballer
- 1950 - Joop Post, Nederlands politicus
- 1950 - Hendrik de Regt, Nederlands componist
- 1951 - Gilbert Van Binst, Belgisch voetballer (overleden 2025)
- 1951 - Brad Daugherty, Amerikaans pokerspeler
- 1951 - Frits Jansma, Nederlands acteur
- 1952 - Fijke Liemburg, Nederlands politicus (overleden 2006)
- 1953 - John Holland, Maltees voetballer
- 1953 - Elias Khodabaks, Surinaams politicus en biochemicus (overleden 2008)
- 1954 - Bob Ney, Amerikaans politicus
- 1955 - Ine Kuhr, Nederlands actrice en zangeres
- 1956 - Horacio Cartes, Paraguayaans president
- 1957 - Carlo Thränhardt, Duits atleet
- 1958 - Veronica Guerin, Iers journalist (overleden 1996)
- 1958 - Avigdor Lieberman, Israëlisch journalist, vakbondsbestuurder en politicus
- 1958 - Bill Watterson, Amerikaans cartoonist
- 1959 - Frank Pollet, Belgisch schrijver en dichter
- 1959 - Moniek Vermeulen, Belgisch kinderboekenschrijfster
- 1960 - Geert Kuiper, Nederlands langebaanschaatser en schaatscoach
- 1960 - Hugo Rubio, Chileens voetballer
- 1961 - Ludwig Caluwé, Belgisch politicus
- 1961 - Marlene Forte, Cubaans-Amerikaans actrice en regisseuse
- 1961 - Barbara Kamp, Nederlands atlete
- 1961 - Zlatko Saračević, Kroatisch handballer (overleden 2021)
- 1962 - Wim Danckaert, Belgisch acteur
- 1962 - Friederike Wohlers Armas, Frans schaakster
- 1962 - Nebojša Jovan Živkovič, Servisch componist en slagwerker
- 1963 - Edie Falco, Amerikaans actrice
- 1963 - Gerrit van Kouwen, Nederlands autocoureur (overleden 2024)
- 1964 - Filip De Wilde, Belgisch voetballer
- 1964 - Piotr Nowak, Pools voetballer en voetbalcoach
- 1964 - Jip Wijngaarden, Nederlands actrice en kunstschilderes
- 1965 - Sergio, Belgisch zanger en presentator
- 1966 - Kathryn Erbe, Amerikaans actrice
- 1966 - Jevgeni Zelenov, Russisch autocoureur
- 1966 - Gianfranco Zola, Italiaans voetballer
- 1968 - Susan Wojcicki, Amerikaans zakenvrouw (overleden 2024)
- 1968 - Alex Zülle, Zwitsers wielrenner
- 1969 - Glenn Magnusson, Zweeds wielrenner
- 1969 - RZA, Amerikaans muziekproducent en rapper
- 1970 - Patries Boekhoorn, Nederlands paralympisch sportster
- 1970 - Valentí Massana, Spaans atleet
- 1971 - Robbie Koenig, Zuid-Afrikaans tennisser
- 1971 - Derek McInnes, Schots voetballer en voetbalcoach
- 1972 - Niki Aebersold, Zwitsers wielrenner
- 1972 - Viviane Sassen, Nederlands beeldend kunstenares en fotografe
- 1972 - Marieke de Vries, Nederlands tv-journaliste
- 1973 - Marcus Allbäck, Zweeds voetballer
- 1973 - Camilla Andersen, Deens handbalster
- 1973 - Róisín Murphy, Iers zangeres
- 1974 - Márcio Amoroso, Braziliaans voetballer
- 1975 - Hernán Crespo, Argentijns voetballer
- 1975 - Dennis van Scheppingen, Nederlands tennisser
- 1975 - Ai Sugiyama, Japans tennisster
- 1976 - Nuno Gomes, Portugees voetballer
- 1977 - Patrick Calcagni, Zwitsers wielrenner
- 1977 - Nicolas Kiefer, Duits tennisser
- 1977 - Tobias Lindholm, Deens filmregisseur en scenarioschrijver
- 1977 - Riet Muylaert, Belgisch zangeres
- 1977 - Royce Da 5'9", Amerikaans rapper
- 1978 - Brenda Froyen, Belgisch auteur, lector en activiste (overleden 2024)
- 1978 - Andreas Johansson, Zweeds voetballer
- 1979 - Tim Kamps, Nederlands cabaretier, muzikant, acteur en regisseur
- 1979 - Amélie Mauresmo, Frans tennisster
- 1979 - Tamara Meijer, Nederlands judoka
- 1979 - Stilijan Petrov, Bulgaars voetballer
- 1980 - Pauly D, Amerikaans televisiepersoonlijkheid en dj
- 1980 - Hannes Reichelt, Oostenrijks alpineskiër
- 1980 - David Rozehnal, Tsjechisch voetballer
- 1981 - Daniela Merighetti, Italiaans alpineskiester
- 1981 - Linda Sundblad, Zweeds zangeres
- 1982 - Alberto Gilardino, Italiaans voetballer
- 1982 - Philippe Gilbert, Belgisch wielrenner
- 1982 - Junri Namigata, Japans tennisster
- 1983 - Roel de Graaff, Nederlands voetballer (overleden 2025)
- 1983 - Jonás Gutiérrez, Argentijns voetballer
- 1983 - Zheng Jie, Chinees tennisster
- 1984 - Danay García, Cubaans actrice
- 1984 - Marion Thees, Duits skeletonster
- 1985 - Vanja Perišić, Kroatisch atlete
- 1985 - Megan Rapinoe, Amerikaans voetbalster
- 1985 - Isaac Tutumlu, Spaans autocoureur
- 1986 - Iryna Boerjatsjok, Oekraïens tennisster
- 1986 - Ashkan Dejagah, Iraans-Duits voetballer
- 1986 - Charlotte van Gils, Nederlands snowboardster
- 1986 - Ryan Holman, Nederlands voetballer
- 1986 - Nicholas Kipkemboi, Keniaans atleet
- 1986 - Piermario Morosini, Italiaans voetballer (overleden 2012)
- 1986 - Olga Volkova, Oekraïens freestyleskiester
- 1986 - Adam Young, Amerikaans muzikant, producer
- 1987 - Alexander Kristoff, Noors wielrenner
- 1987 - Jan Peter Teeuw, Nederlands dirigent en organist
- 1987 - Irvette van Zyl, Zuid-Afrikaans atlete
- 1988 - Nadzeja Pisareva, Wit-Russisch biatlete
- 1988 - Samir Ujkani,  Albanees voetballer
- 1989 - Hanna Falk, Zweeds langlaufster
- 1989 - Sjinkie Knegt, Nederlands shorttracker
- 1989 - Dejan Lovren, Kroatisch voetballer
- 1989 - Jolien Van Brempt, Belgisch atlete
- 1989 - Aleksej Tsatevitsj, Russisch wielrenner (overleden 2024)
- 1990 - Michael Dalle Stelle, Italiaans autocoureur
- 1991 - Jason Dolley, Amerikaans acteur
- 1991 - Mats Lunders, Belgisch atleet
- 1991 - Hanne Van Hessche, Belgisch atlete
- 1992 - Katie Goldman, Australisch zwemster
- 1992 - Alberto Moreno, Spaans voetballer
- 1992 - Motty Steinmetz, chassidisch Israëlisch zanger
- 1993 - Leonit Abazi, Kosovaars-Albanees voetballer
- 1993 - Nic Fink, Amerikaans zwemmer
- 1993 - Brian Kamstra, Nederlands wielrenner
- 1994 - Robin Gosens, Duits-Nederlands voetballer
- 1995 - Valentin Belon, Frans voetballer
- 1995 - Giovanni Simeone, Argentijns voetballer
- 1995 - P. V. Sindhu, Indiaas badmintonster
- 1996 - Adama Diakhaby, Frans voetballer
- 1996 - Kaj van der Voort, Nederlands musicalacteur en zanger
- 1998 - Emily Fox, Amerikaans voetbalster
- 1998 - Robbie van de Graaf, Nederlands youtuber
- 1998 - Constance Picaud, Frans voetbalster
- 1999 - Julien Andlauer, Frans autocoureur
- 1999 - Martin Maljoetin, Russisch zwemmer
- 2000 - Sterre van Woudenberg, Nederlands actrice
- 2001 - Gloria Monserez, Vlaamse presentatrice
- 2002 - Vladyslav Bukhov, Oekraïens zwemmer
- 2002 - Kim Klein Lankhorst - Nederlands volleybalster
- 2003 - Espen van Ee, Nederlands voetballer
- 2003 - Kathrine Møller Kühl, Deens voetbalster
- 2006 - Jerolldino Bergraaf, Nederlands-Curaçaos voetballer

## Overleden

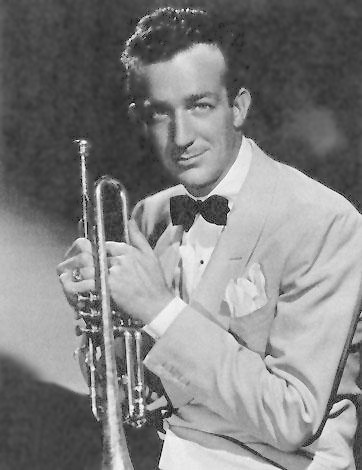
Harry James
overleden in 1983

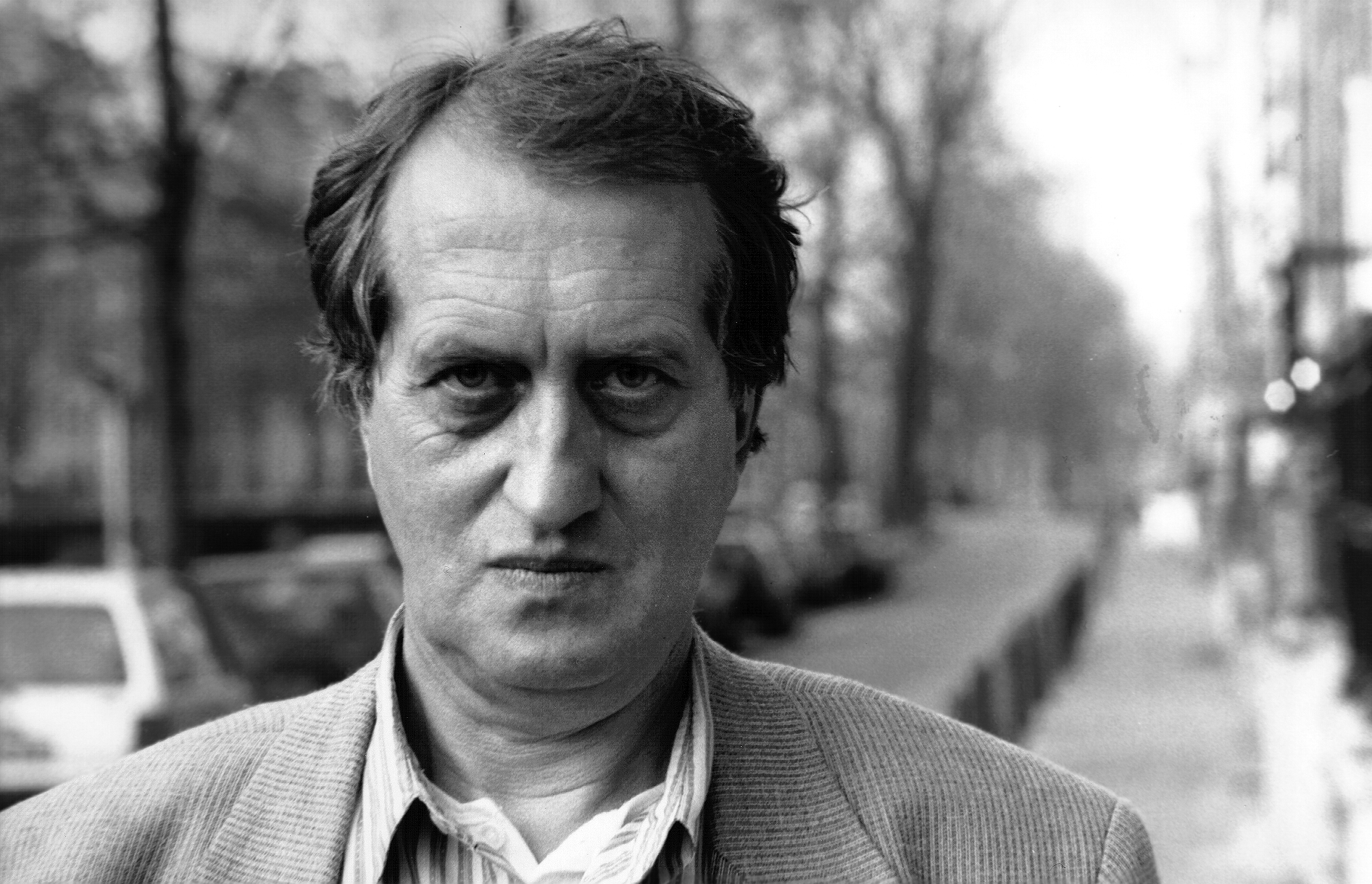
Gerrit Komrij
overleden in 2012

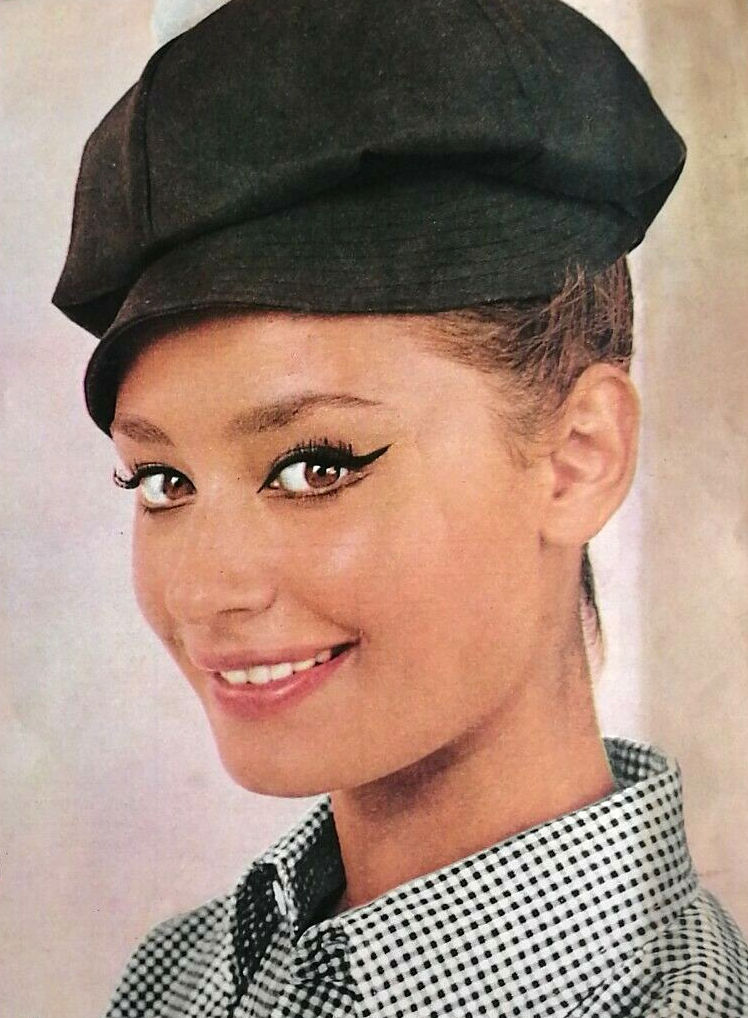
Raffaella Carrà
overleden in 2021

- 1080 - Ísleifur Gissurarson (74), IJslands predikant
- 1625 - Cornelis Verdonck (62), Zuid-Nederlands componist
- 1793 - Pieter Antoon Verschaffelt (83), Belgisch beeldhouwer en architect
- 1826 - Louis Joseph Proust (71), Frans scheikundige
- 1826 - Thomas Stamford Raffles (44), Brits gouverneur-generaal van Nederlands-Indië
- 1846 - Arnoldus van Gennep (80), Nederlands politicus
- 1858 - Valentín Gómez Farías (77), Mexicaans president
- 1867 - Charles John Andersson (50), Zweeds ontdekkingsreiziger en handelaar
- 1911 - Johnstone Stoney (85), Iers natuurkundige
- 1917 - Lambert de Ram (74), Nederlands politicus
- 1921 - Jose de Luzuriaga (78), Filipijns rechter, suikerplantagehouder en revolutionair
- 1923 - Théophile Seyrig (80), Belgisch ingenieur
- 1925 - Hjalmar Borgstrøm (61), Noors componist
- 1927 - Albrecht Kossel (73), Duits arts en Nobelprijswinnaar
- 1929 - Hans Meyer (71), Duits geograaf
- 1938 - Alie Smeding (47), Nederlands romanschrijfster
- 1948 - Piet Aalberse (77), Nederlands staatsman en katholiek-sociaal denker
- 1948 - Georges Bernanos (60), Frans auteur
- 1950 - Robert Spears (56), Australisch wielrenner
- 1954 - Bob Scott (25), Amerikaans autocoureur
- 1955 - Gustaaf Magnel (65), Belgisch ingenieur
- 1958 - Vilhelm Wolfhagen (68), Deens voetballer
- 1964 - Tony Bonadies (47), Amerikaans autocoureur
- 1966 - Ben Royaards (61), Nederlands toneelspeler en regisseur
- 1967 - Augustin Ringeval (85), Frans wielrenner
- 1968 - Hermann-Bernhard Ramcke (79), Duits generaal
- 1969 - Walter Gropius (86), Duits-Amerikaans architect
- 1971 - Cuno van den Steene (61), Nederlands kunstenaar
- 1971 - Earl Thomson (70), Amerikaans ruiter
- 1971 - Thea Sternheim (87), Duits auteur, vertaler en dagboekschrijfster
- 1975 - Otto Skorzeny (67), Oostenrijks SS-officier
- 1976 - Anna Hübler (91), Duits kunstschaatsster
- 1979 - Rolf Holmberg (64), Noors voetballer
- 1979 - Jopie Waalberg (59), Nederlands zwemster
- 1981 - Thomas Fonacier (82), Filipijns historicus en onderwijsbestuurder
- 1983 - Harry James (67), Amerikaans big-bandmuzikant
- 1983 - Václav Trojan (76), Tsjechisch componist en dirigent
- 1983 - Hennes Weisweiler (63), Duits voetballer en coach
- 1986 - Stephanus Kuijpers (86), Nederlands bisschop van Paramaribo
- 1986 - Albert Scherrer (78), Zwitsers autocoureur
- 1986 - Georg-Wilhelm Schulz (80), Duits onderzeebootkapitein
- 1994 - Ad Ploeg (67), Nederlands politicus
- 1996 - Piet Stam (77), Nederlands zwemmer
- 1997 - Mrs. (Elva) Miller (89), Amerikaans zangeres
- 1997 - Miguel Najdorf (87), Pools schaker
- 2000 - Han Lammers (68), Nederlands bestuurder
- 2000 - Dorino Serafini (90), Italiaans autocoureur
- 2004 - Syreeta Wright (57), Amerikaans soulzangeres en -songschrijfster
- 2006 - Gert Fredriksson (86), Zweeds kanovaarder
- 2006 - Kenneth Lee Lay (64), Amerikaans topman
- 2008 - Pieter Bogaers (84), Nederlands politicus
- 2008 - Hasan Doğan (52), Turks sportbestuurder
- 2009 - Takeo Doi (89), Japans psychoanalyticus
- 2009 - Godofredo Reyes (90), Filipijns politicus en schrijver
- 2011 - Jaap Blokker (69), Nederlands zakenman
- 2011 - Mika Myllylä (41), Fins langlaufer
- 2011 - Cy Twombly (83), Amerikaans kunstenaar
- 2012 - Rob Goris (30), Belgisch wielrenner
- 2012 - Ruud van Hemert (73), Nederlands regisseur
- 2012 - Gerrit Komrij (68), Nederlands schrijver
- 2013 - James McCoubrey (111), Amerikaans eeuweling
- 2014 - Rosemary Murphy (87), Amerikaans actrice
- 2015 - Sakari Momoi (112), Japans supereeuweling
- 2015 - Abderrahmane Soukhane (78), Algerijns voetballer
- 2016 - Janine Devroye (86), Belgisch coloriste
- 2017 - Joachim Meisner (83), Duits kardinaal
- 2017 - Joaquín Navarro-Valls (80), Spaans directeur van het Vaticaans Persbureau
- 2017 - Henk van Tuyll van Serooskerken (100), Nederlands burgemeester
- 2018 - Huub van Heiningen (94), Nederlands publicist
- 2018 - Claude Lanzmann (92), Frans journalist en filmregisseur
- 2018 - Jean-Louis Tauran (75), Frans kardinaal
- 2020 - Cleveland Eaton (80), Amerikaans jazzmuzikant
- 2020 - Willi Holdorf (80), Duits atleet
- 2020 - Volodymyr Trosjkin (72), Oekraïens voetballer en voetbaltrainer
- 2021 - Raffaella Carrà (78), Italiaans actrice en zangeres
- 2021 - Richard Donner (91), Amerikaans filmregisseur
- 2021 - Leo van de Ketterij (70), Nederlands gitarist en songschrijver
- 2021 - Alfredo Obberti (75), Argentijns voetballer
- 2021 - Gillian Sheen (92), Brits schermster
- 2022 - Arne Åhman (97), Zweeds atleet
- 2022 - Joop Korzelius (96), Nederlands drummer
- 2022 - Lenny Von Dohlen (63), Amerikaans acteur
- 2023 - Rob Agerbeek (85), Indonesisch-Nederlands jazzpianist
- 2023 - Alain Grignard (70), Belgisch islamoloog
- 2023 - José Noja (85), Spaans beeldhouwer
- 2023 - Andrés Oliva (74), Spaans wielrenner
- 2024 - Raphaël Géminiani (99), Frans wielrenner
- 2024 - Vic Seixas (100), Amerikaans tennisspeler
- 2024 - Jon Landau (63), Amerikaans filmproducent
- 2024 - Bengt Ingemar Samuelsson (90), Zweeds biochemicus

## Viering/herdenking

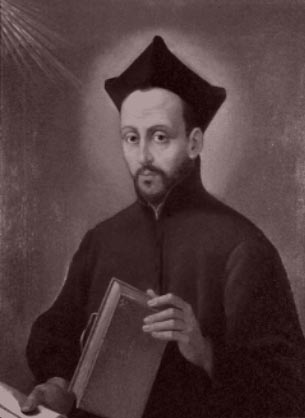
H. Antonius Maria Zaccaria

- Algerije: Onafhankelijkheidsdag (1962)
- Kaapverdië: Onafhankelijkheidsdag (1975)
- Venezuela: Onafhankelijkheidsdag (1811)
- Rooms-Katholieke kalender:
  - Heilige Antonius Maria Zaccaria († 1539) - vrije gedachtenis
  - Heilige Zoë (van Rome) († c. 286)

## Weerextremen

### Nederland
| | Officiële records | Officiële records | Officiële records |      | Landelijke records | Landelijke records | Landelijke records |
| Gebeurtenis | Jaar              | Extreem           | Locatie           | Jaar | Extreem            | Locatie            |                    |
| --- | ----------------- | ----------------- | ----------------- | ---- | ------------------ | ------------------ | ------------------ |
| Laagste etmaalgemiddelde temperatuur (°C) | 1962              | 11,6              | De Bilt           |      | 1962               | 10,5               | Maastricht         |
| Hoogste etmaalgemiddelde temperatuur (°C) | 2001              | 25,2              | De Bilt           |      | 1976               | 25,8               | Volkel, Maastricht |
| Laagste minimumtemperatuur (°C) | 1965              | 5,4               | De Bilt           |      | 1964               | 2,9                | Volkel             |
| Hoogste minimumtemperatuur (°C) | 2006              | 18,1              | De Bilt           |      | 2006               | 20,7               | Lauwersoog         |
| Laagste maximumtemperatuur (°C) | 1962              | 15,0              | De Bilt           |      | 1984               | 13,2               | Leeuwarden         |
| Hoogste maximumtemperatuur (°C) | 1973              | 31,7              | De Bilt           |      | 1976               | 33,8               | Volkel             |
| Hoogste uurgemiddelde windsnelheid (m/s) | 1939              | 12,3              | De Bilt           |      | 2023               | 30,0               | IJmuiden           |
| Hoogste windstoot (m/s) | 1956              | 22,1              | De Bilt           |      | 2023               | 41,0               | IJmuiden           |
| Langste zonneschijnduur (uur) | 1987              | 15,4              | De Bilt           |      | 1991               | 15,8               | Nieuw Beerta       |
| Langste neerslagduur (uur) | 1950              | 9,1               | De Bilt           |      | 1986               | 13,1               | Leeuwarden         |
| Hoogste etmaalsom van de neerslag (mm) | 2007              | 27,4              | De Bilt           |      | 1999               | 55,2               | Hoogeveen          |
| Laagste etmaalgemiddelde relatieve vochtigheid (%) | 2001              | 53                | De Bilt           |      | 1942               | 42                 | Maastricht         |
| Laagste uurwaarde luchtdruk op zeeniveau (hPa) | 1990              | 995,7             | De Bilt           |      | 2023               | 988,0              | De Kooy            |
| Hoogste uurwaarde luchtdruk op zeeniveau (hPa) | 1911              | 1031,8            | De Bilt           |      | 2013               | 1032,2             | Eelde              |
| Officiële records worden altijd gemeten op het KNMI-weerstation in De Bilt. Landelijke records kunnen worden gemeten op elk officieel KNMI-weerstation in Nederland. |                   |                   |                   |      |                    |                    |                    |

Uitzonderlijke gebeurtenissen
- 1942 - Eerste en enige officiële tropische dag van het jaar (maximumtemperatuur ≥ 30 °C in De Bilt)
- 1973 - Laatste officiële tropische dag van het jaar (maximumtemperatuur ≥ 30 °C in De Bilt)
- 2001 - Eerste officiële tropische dag van het jaar (maximumtemperatuur ≥ 30 °C in De Bilt)
- 2023 - Officieel laagste etmaalgemiddelde temperatuur in °C van juli dit jaar gemeten in De Bilt: 14,3
- 2023 - Landelijk laagste etmaalgemiddelde temperatuur in °C van juli dit jaar gemeten in Deelen: 13,5
- 2023 - Landelijk laagste maximumtemperatuur in °C van juli dit jaar gemeten in Lauwersoog: 16,3
- 2023 - Landelijk maandrecord hoogste uurgemiddelde windsnelheid in m/s van juli gemeten in IJmuiden: 30,0
- 2023 - Landelijk hoogste uurgemiddelde windsnelheid in m/s van het jaar gemeten in IJmuiden: 30,0 (voorlopig)
- 2023 - Officieel hoogste uurgemiddelde windsnelheid in m/s van juli dit jaar gemeten in De Bilt: 9,0. Samen met 16 juli
- 2023 - Landelijk hoogste uurgemiddelde windsnelheid in m/s van juli dit jaar gemeten in IJmuiden: 30,0
- 2023 - Landelijk maandrecord hoogste windstoot in m/s van juli gemeten in IJmuiden: 41,0
- 2023 - Landelijk hoogste windstoot in m/s van het jaar gemeten in IJmuiden: 41,0 (voorlopig)
- 2023 - Officieel hoogste windstoot in m/s van juli dit jaar gemeten in De Bilt: 18,0
- 2023 - Officieel hoogste etmaalsom van de neerslag in mm van juli dit jaar gemeten in De Bilt: 25,4
- 2023 - Landelijk laagste uurwaarde luchtdruk op zeeniveau in hPa van juli dit jaar gemeten in De Kooy: 988,0

### België
Dagrecords
- 1962 - Laagste etmaalgemiddelde temperatuur 10,2 °C
- 1976 - Hoogste etmaalgemiddelde temperatuur 25,5 °C
- 1964 - Laagste minimumtemperatuur 5,6 °C
- 1976 - Hoogste maximumtemperatuur 31,9 °C
- 1922 - Hoogste etmaalsom van de neerslag 24,8 mm

Uitzonderlijke gebeurtenissen
- 1966 - Een hevig onweer, mogelijk met een tornado, veroorzaakt in Kortrijk plaatselijk ernstige schade.
- 1972 - Neerslagtotaal van 108 mm in Witry.
- 1973 - 69 mm neerslag in Asper (Gavere).
- 1999 - Neerslaghoeveelheden tot 82,4 mm in Somme-Leuze door intense onweersbuien.
- 2012 - In delen van het land zorgt een onweerszone voor hoge neerslagcijfers. Er valt 76,2 mm in Ecaussinnes.

<< · 1 · 2 · 3 · 4 · 5 · 6 · 7 · 8 · 9 · 10 · 11 · 12 · 13 · 14 · 15 · 16 · 17 · 18 · 19 · 20 · 21 · 22 · 23 · 24 · 25 · 26 · 27 · 28 · 29 · 30 · 31 · >>